# 함청대항축구전
함청대항축구전(咸淸對抗蹴球戰)은 일제강점기 조선의 양대 도시인 함흥과 청진을 대표하는 함흥 축구단과 청진 축구단이 장소를 번갈아 가면서 벌였던 친선 축구경기이다.
당시 사용한 정식 이름은 함흥청진대항축구전(咸興淸津對抗蹴球戰)이다.

## 대회 운영
함남지사와 함북지사가 공동으로 주최한 정기축구대항전으로 경평대항축구전과도 비슷한 모습을 보인다. 총 2경기씩 양팀 홈의 공설운동장에서 진행되었다.